# Viktor Sergejevič Kinělovskij
Victor Sergeyevich Kinelovskiy (1899–1979) byl sovětský fotograf a fotožurnalista.

## Životopis
Poté, co začal jako typograf u tiskařského lisu, vstoupil Kinelovskiy v roce 1931 do časopisu SSSR na strojke. Během Velké vlastenecké války se stal korespondentem novin illustration Frontline. V poválečném období pracoval pro agenturu TASS.
Archiv Kinelovského fotografií jsou ve vlastnictví RIA Novosti a některé jsou také součástí archivu Wikimedia Commons.

## Galerie

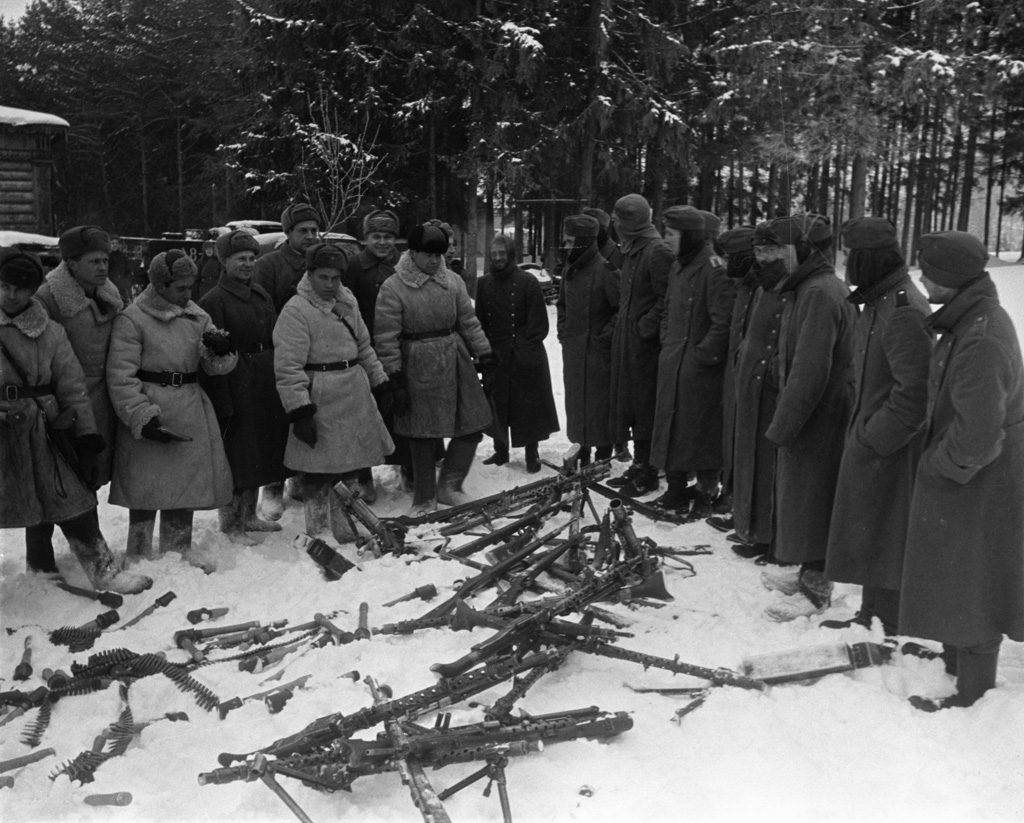
Zbytky poražené nacistické jednotky (prosinec 1941)
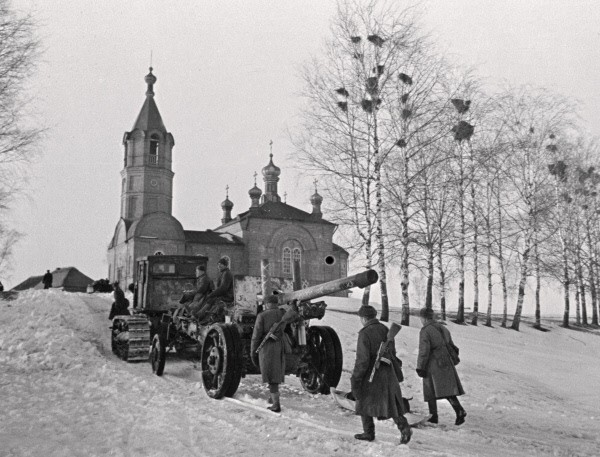
Dělostřelecký pluk na západní frontě, severozápadně od Viazmy v Smolensku (březen 1943)
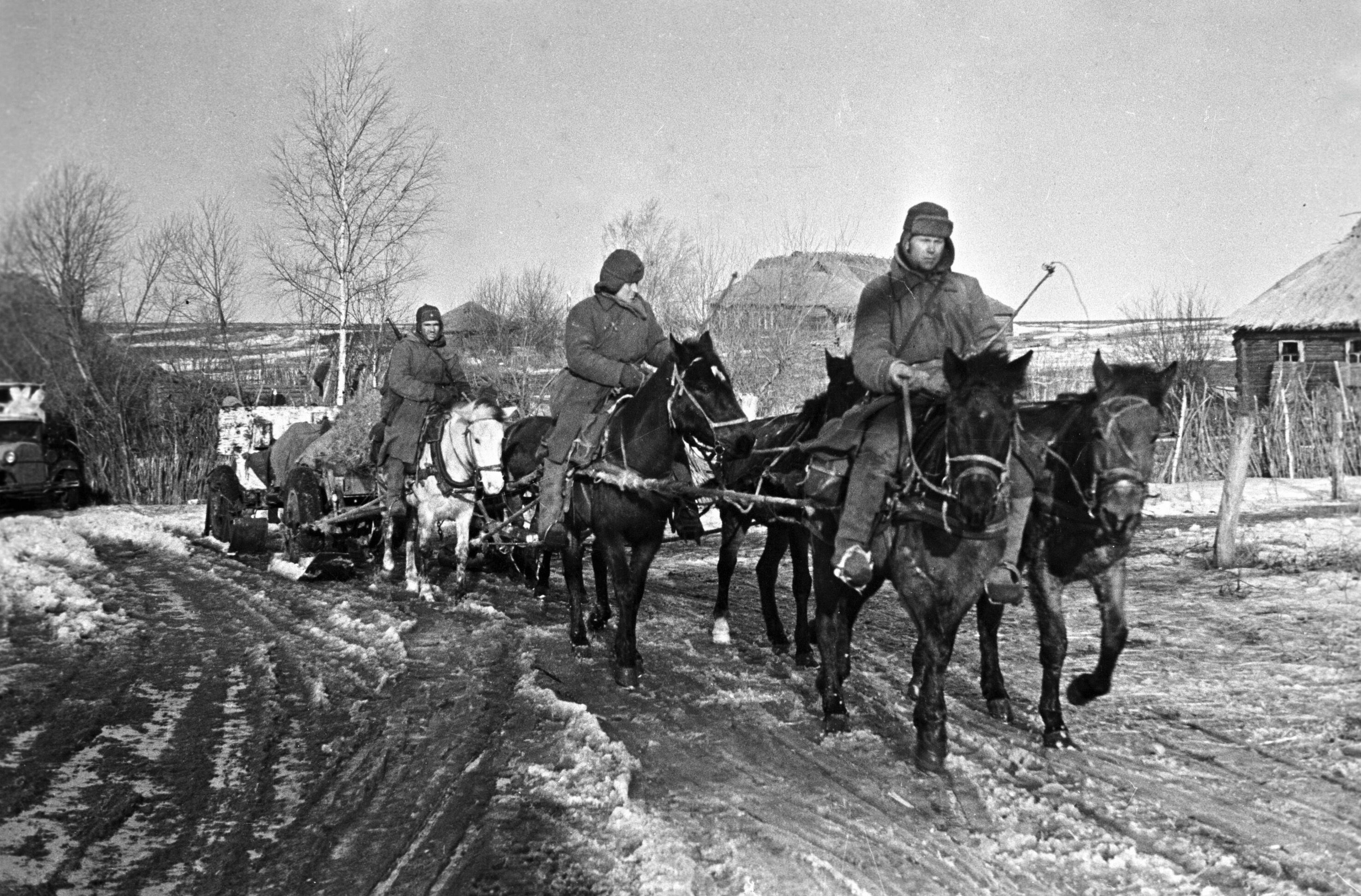
Konvoj dělostřelectva směřující k frontě severozápadně od Viazmy (březen 1943)
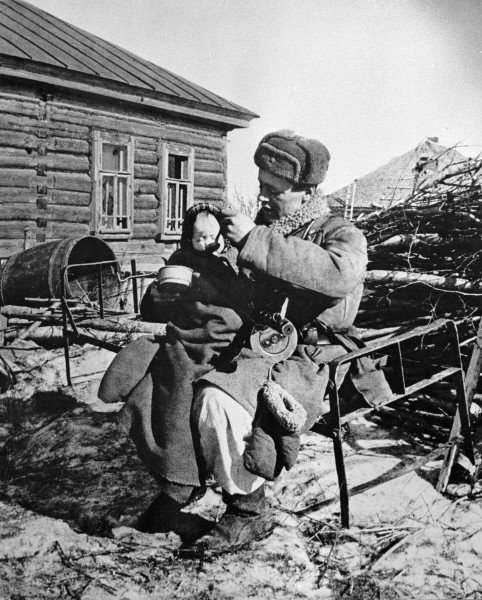
Voják drží dítě, jehož matka byla zabita (říjen 1943)